# Пер Нільссон
Пер Йорген Нільссон (швед. Per Nilsson, нар. 15 вересня 1982, Гернесанд) — шведський футболіст, що грав на позиції захисника.
Виступав, зокрема, за клуб АІК, а також національну збірну Швеції.
Чемпіон Данії.

## Клубна кар'єра
У дорослому футболі дебютував 1998 року виступами за команду клубу «Сундсвалль», в якій провів три сезони, взявши участь у 40 матчах чемпіонату. 
Своєю грою за цю команду привернув увагу представників тренерського штабу клубу АІК, до складу якого приєднався 2001 року. Відіграв за команду з Стокгольма наступні три сезони своєї ігрової кар'єри. Більшість часу, проведеного у складі клубу АІК, був основним гравцем захисту команди.
Протягом 2005—2007 років грав у Норвегії, де захищав кольори команди клубу «Одд Гренланд».
2007 року перебрався до Німеччини, уклавши контракт з клубом «Гоффенгайм 1899», у складі якого провів наступні три роки своєї кар'єри гравця. З 2010 року чотири сезони захищав кольори команди клубу «Нюрнберг». 
Завершив ігрову кар'єру у команді «Копенгаген», за яку виступав протягом 2014—2016 років.

## Виступи за збірні
Протягом 2001–2004 років залучався до складу молодіжної збірної Швеції. На молодіжному рівні зіграв у 22 офіційних матчах, забив 1 гол.
2001 року дебютував в офіційних матчах у складі національної збірної Швеції. 
Загалом протягом кар'єри у національній команді, яка тривала 13 років, провів у її формі 16 матчів.

## Особисте життя
Має молодшого брата Йоакіма, який також став професійним футболістом і грав за збірну Швеції.

## Досягнення

### Командні
- Чемпіон Данії: 2015/16
- Володар Кубку Данії (2): 2014/15, 2015/16

### Індивідуальні
- Kniksen award: Захисник року (2006) в Норвегії
- Verdens Gang: Гравець року (2006) в Норвегії[3].